# Elezioni parlamentari in Albania del 2009
Le elezioni parlamentari in Albania del 2009 si sono tenute il 28 giugno. Malgrado il maggior numero di voti raggiunto dal Partito Socialista d'Albania, le elezioni hanno visto la vittoria del Partito Democratico d'Albania di Sali Berisha, che ha ottenuto più seggi ed è stato confermato Primo Ministro.

## Risultati
| Liste                                             | Voti      | %     | Seggi |
| ------------------------------------------------- | --------- | ----- | ----- |
| Partito Democratico d'Albania                     | 610 463   | 40,18 | 68    |
| Partito Repubblicano d'Albania                    | 31 990    | 2,11  | 1     |
| Partito per la Giustizia e l'Integrazione         | 14 477    | 0,95  | 1     |
| Partito Agrario Ambientalista                     | 13 296    | 0,88  | –     |
| Partito Movimento della Legalità                  | 10 711    | 0,71  | –     |
| Lega Democristiana                                | 6 095     | 0,40  | –     |
| Partito Fronte Nazionale                          | 5 112     | 0,34  | –     |
| Unione Liberale Democratica                       | 5 008     | 0,33  | –     |
| Partito Alleanza Democratica                      | 4 682     | 0,31  | –     |
| Partito Fronte Democratico Nazionale              | 4 177     | 0,27  | –     |
| Partito della Nuova Democrazia Albanese Europea   | 2 111     | 0,14  | –     |
| Nuovo Partito dei Diritti Negati                  | 1 408     | 0,09  | –     |
| Alleanza Macedone per l'Integrazione Europea      | 1 043     | 0,07  | –     |
| Alleanza per la Democrazia e la Solidarietà       | 1 067     | 0,07  | –     |
| Tempo d'Albania                                   | 786       | 0,05  | –     |
| Forza Albania                                     | 319       | 0,02  | –     |
| Totale Alleanza per il Cambiamento                | 712 745   | 46,92 | 70    |
| Partito Socialista d'Albania                      | 620 586   | 40,85 | 65    |
| Partito Socialdemocratico                         | 26 700    | 1,76  | –     |
| Partito dell'Unione per i Diritti Umani           | 18 078    | 1,19  | 1     |
| Movimento G99                                     | 12 989    | 0,86  | –     |
| Partito della Democrazia Sociale Albanese         | 10 365    | 0,68  | –     |
| Totale Unione per il Cambiamento                  | 688 748   | 45,34 | 66    |
| Movimento Socialista per l'Integrazione           | 73 678    | 4,85  | 4     |
| Vero Partito Socialista '91                       | 6 548     | 0,43  | –     |
| Movimento per i Diritti Umani e le Libertà        | 2 931     | 0,19  | –     |
| Partito Verde                                     | 437       | 0,03  | –     |
| Partito per la Tutela dei Diritti degli Immigrati | 376       | 0,02  | –     |
| Nuovo Partito della Tolleranza Albanese           | 437       | 0,03  | –     |
| Totale Alleanza Socialista                        | 84 407    | 5,56  | 4     |
| Partito Cristiano Democratico Albanese            | 13 308    | 0,88  | –     |
| Movimento per lo Sviluppo Nazionale               | 10 753    | 0,71  | –     |
| Partito dell'Unione Democratica Albanese          | 1 030     | 0,07  | –     |
| Partito Conservatore                              | 1 047     | 0,07  | –     |
| Partito di Riforma Democratica Albanese           | 495       | 0,03  | –     |
| Totale                                            | 1 519 176 | 100   | 140   |